# Chironomus annandalei
Chironomus annandalei är en tvåvingeart som först beskrevs av Jean-Jacques Kieffer 1910.  Chironomus annandalei ingår i släktet Chironomus och familjen fjädermyggor. Inga underarter finns listade i Catalogue of Life.